# Qemal Stafastadion
Het Qemal Stafastadion (Albanees: Stadiumi Kombëtar Qemal Stafa) was een multifunctioneel stadion in de Albanese hoofdstad Tirana. Het werd vooral gebruikt voor interlands van het Albanees nationaal elftal. De drie voetbalclubs uit Tirana: KF Tirana, Dinamo en Partizani maakten ook gebruik van het stadion. Naast voetbalwedstrijden werd het stadion ook gebruikt voor atletiekwedstrijden. 

Het stadion was vernoemd naar oorlogsheld Qemal Stafa. Het stadion, dat werd geopend in 1946, bood plaats aan 19.700 toeschouwers. 
In november 2013 voldeed het stadion niet meer aan de eisen van de UEFA. De laatste officiële interland, een WK 2014-kwalificatieduel van Albanië tegen Zwitserland, werd gespeeld op 11 oktober 2013. Het stadion werd gesloopt in 2016. Op de plek waar het stadion stond staat nu het modernere Air Albania Stadion.

## Ongeslagen status
Het Albanese elftal bleef van september 2001 tot oktober 2004 ongeslagen in eigen land.
De meeste wedstrijden werden in die periode gespeeld in het Qemal Stafastadion. Een EK-kwalifcatieduel tegen Rusland (3-1) in 2003 werd gespeeld in het Loro Boriçistadion in Shkodër. 

## Interlands
Het Albanees voetbalelftal speelde in de periode tussen 1946 en 2015 131 interlands in het stadion.
| 1   | 7 oktober 1946    | Albanië – Joegoslavië           | 2 – 3 | Balkan Cup 1946      | 20.000 |
| 2   | 8 oktober 1946    | Bulgarije – Roemenië            | 2 – 2 | Balkan Cup 1946      | 20.000 |
| 3   | 9 oktober 1946    | Albanië – Bulgarije             | 3 – 1 | Balkan Cup 1946      | 20.000 |
| 4   | 11 oktober 1946   | Roemenië – Joegoslavië          | 2 – 1 | Balkan Cup 1946      | 25.000 |
| 5   | 13 oktober 1946   | Albanië – Roemenië              | 1 – 0 | Balkan Cup 1946      | 20.000 |
| 6   | 13 oktober 1946   | Bulgarije – Joegoslavië         | 1 – 2 | Balkan Cup 1946      | 25.000 |
| 7   | 25 mei 1947       | Albanië – Roemenië              | 0 – 4 | Balkan Cup 1946      | 20.000 |
| 8   | 14 september 1947 | Albanië – Joegoslavië           | 2 – 4 | Balkan Cup 1947      | 20.000 |
| 9   | 23 mei 1948       | Albanië – Hongarije             | 0 – 0 | Balkan Cup 1947      | 20.000 |
| 10  | 29 november 1949  | Albanië – Roemenië              | 1 – 4 | Vriendschappelijk    | 40.000 |
| 11  | 1 mei 1950        | Albanië – Polen                 | 0 – 0 | Vriendschappelijk    | 20.000 |
| 12  | 4 juni 1950       | Albanië – Bulgarije             | 2 – 1 | Vriendschappelijk    | 30.000 |
| 13  | 29 november 1952  | Albanië – Tsjecho-Slowakije     | 3 – 2 | Vriendschappelijk    | 35.000 |
| 14  | 7 december 1952   | Albanië – Tsjecho-Slowakije     | 2 – 1 | Vriendschappelijk    | 18.000 |
| 15  | 29 november 1953  | Albanië – Polen                 | 2 – 0 | Vriendschappelijk    | 20.000 |
| 16  | 1 mei 1958        | Albanië – DDR                   | 1 – 1 | Vriendschappelijk    | 20.000 |
| 17  | 2 juni 1963       | Albanië – Bulgarije             | 0 – 1 | OS 1964 kwalificatie | 15.000 |
| 18  | 30 oktober 1963   | Albanië – Denemarken            | 1 – 0 | EK 1964 kwalificatie | 27.765 |
| 19  | 11 oktober 1964   | Albanië – Algerije              | 1 – 1 | Vriendschappelijk    | 15.000 |
| 20  | 25 oktober 1964   | Albanië – Nederland             | 0 – 2 | WK 1966 kwalificatie | 27.479 |
| 21  | 11 april 1965     | Albanië – Zwitserland           | 0 – 2 | WK 1966 kwalificatie | 27.291 |
| 22  | 24 november 1965  | Albanië – Noord-Ierland         | 1 – 1 | WK 1966 kwalificatie | 16.381 |
| 23  | 22 maart 1967     | Albanië – Bulgarije             | 2 – 0 | Vriendschappelijk    | 13.000 |
| 24  | 14 mei 1967       | Albanië – Joegoslavië           | 0 – 2 | EK 1968 kwalificatie | 18.573 |
| 25  | 17 december 1967  | Albanië – West-Duitsland        | 0 – 0 | EK 1968 kwalificatie | 21.889 |
| 26  | 17 februari 1971  | Albanië – West-Duitsland        | 0 – 1 | EK 1972 kwalificatie | 18.082 |
| 27  | 12 mei 1971       | Albanië – Polen                 | 1 – 1 | EK 1972 kwalificatie | 18.812 |
| 28  | 26 mei 1971       | Albanië – Roemenië              | 1 – 2 | OS 1972 kwalificatie | 25.000 |
| 29  | 14 november 1971  | Albanië – Turkije               | 3 – 0 | EK 1972 kwalificatie | 18.159 |
| 30  | 6 mei 1973        | Albanië – Roemenië              | 1 – 4 | WK 1974 kwalificatie | 18.049 |
| 31  | 10 oktober 1973   | Albanië – Finland               | 1 – 0 | WK 1974 kwalificatie | 16.581 |
| 32  | 3 november 1973   | Albanië – DDR                   | 1 – 4 | WK 1974 kwalificatie | 16.157 |
| 33  | 8 november 1973   | Albanië – China                 | 1 – 1 | Vriendschappelijk    | 15.000 |
| 34  | 3 november 1976   | Albanië – Algerije              | 3 – 0 | Vriendschappelijk    | 15.000 |
| 35  | 3 september 1980  | Albanië – Finland               | 2 – 0 | WK 1982 kwalificatie | 25.000 |
| 36  | 6 december 1980   | Albanië – Oostenrijk            | 0 – 1 | WK 1982 kwalificatie | 16.000 |
| 37  | 1 april 1981      | Albanië – West-Duitsland        | 0 – 2 | WK 1982 kwalificatie | 19.203 |
| 38  | 14 oktober 1981   | Albanië – Bulgarije             | 0 – 2 | WK 1982 kwalificatie | 19.213 |
| 39  | 15 december 1982  | Albanië – Noord-Ierland         | 0 – 0 | EK 1984 kwalificatie | 25.000 |
| 40  | 30 maart 1983     | Albanië – West-Duitsland        | 1 – 2 | EK 1984 kwalificatie | 25.000 |
| 41  | 11 mei 1983       | Albanië – Turkije               | 1 – 1 | EK 1984 kwalificatie | 15.000 |
| 42  | 8 juni 1983       | Albanië – Oostenrijk            | 1 – 2 | EK 1984 kwalificatie | 15.139 |
| 43  | 22 december 1984  | Albanië – België                | 2 – 0 | WK 1986 kwalificatie | 19.802 |
| 44  | 28 maart 1985     | Albanië – Turkije               | 0 – 0 | Vriendschappelijk    | 15.000 |
| 45  | 30 mei 1985       | Albanië – Polen                 | 0 – 1 | WK 1986 kwalificatie | 20.000 |
| 46  | 30 oktober 1985   | Albanië – Griekenland           | 1 – 1 | WK 1986 kwalificatie | 17.000 |
| 47  | 3 december 1986   | Albanië – Spanje                | 1 – 2 | EK 1988 kwalificatie | 20.000 |
| 48  | 29 april 1987     | Albanië – Oostenrijk            | 0 – 1 | EK 1988 kwalificatie | 17.250 |
| 49  | 5 november 1988   | Albanië – Zweden                | 1 – 2 | WK 1990 kwalificatie | 20.000 |
| 50  | 18 januari 1989   | Albanië – Griekenland           | 1 – 1 | Vriendschappelijk    | 8.200  |
| 51  | 8 maart 1989      | Albanië – Engeland              | 0 – 2 | WK 1990 kwalificatie | 25.000 |
| 52  | 15 november 1989  | Albanië – Polen                 | 1 – 2 | WK 1990 kwalificatie | 10.000 |
| 53  | 17 november 1990  | Albanië – Frankrijk             | 0 – 1 | EK 1992 kwalificatie | 12.972 |
| 54  | 1 mei 1991        | Albanië – Tsjecho-Slowakije     | 0 – 2 | EK 1992 kwalificatie | 4.205  |
| 55  | 25 mei 1991       | Albanië – IJsland               | 1 – 0 | EK 1992 kwalificatie | 2.349  |
| 56  | 29 januari 1992   | Albanië – Griekenland           | 1 – 0 | Vriendschappelijk    | 7.000  |
| 57  | 3 juni 1992       | Albanië – Litouwen              | 1 – 0 | WK 1994 kwalificatie | 12.000 |
| 58  | 11 november 1992  | Albanië – Letland               | 1 – 1 | WK 1994 kwalificatie | 3.500  |
| 59  | 17 februari 1993  | Albanië – Noord-Ierland         | 1 – 2 | WK 1994 kwalificatie | 17.000 |
| 60  | 25 mei 1993       | Albanië – Ierland               | 1 – 2 | WK 1994 kwalificatie | 7.000  |
| 61  | 8 september 1993  | Albanië – Denemarken            | 0 – 1 | WK 1994 kwalificatie | 8.000  |
| 62  | 22 september 1993 | Albanië – Spanje                | 1 – 5 | WK 1994 kwalificatie | 3.000  |
| 63  | 16 november 1994  | Albanië – Duitsland             | 1 – 2 | EK 1996 kwalificatie | 23.000 |
| 64  | 14 december 1994  | Albanië – Georgië               | 0 – 1 | EK 1996 kwalificatie | 9.700  |
| 65  | 29 maart 1995     | Albanië – Moldavië              | 3 – 0 | EK 1996 kwalificatie | 8.500  |
| 66  | 6 september 1995  | Albanië – Bulgarije             | 1 – 1 | EK 1996 kwalificatie | 6.050  |
| 67  | 15 november 1995  | Albanië – Wales                 | 1 – 1 | EK 1996 kwalificatie | 2.100  |
| 68  | 30 november 1995  | Albanië – Bosnië en Herzegovina | 2 – 0 | Vriendschappelijk    | 10.000 |
| 69  | 9 oktober 1996    | Albanië – Portugal              | 0 – 3 | WK 1998 kwalificatie | 16.000 |
| 70  | 9 november 1996   | Albanië – Armenië               | 1 – 1 | WK 1998 kwalificatie | 7.000  |
| 71  | 18 november 1998  | Albanië – Griekenland           | 0 – 0 | EK 2000 kwalificatie | 18.670 |
| 72  | 10 februari 1999  | Albanië – Macedonië             | 2 – 0 | Vriendschappelijk    | 6.000  |
| 73  | 5 juni 1999       | Albanië – Noorwegen             | 1 – 2 | EK 2000 kwalificatie | 5.000  |
| 74  | 9 juni 1999       | Albanië – Slovenië              | 0 – 1 | EK 2000 kwalificatie | 8.000  |
| 75  | 4 september 1999  | Albanië – Letland               | 3 – 3 | EK 2000 kwalificatie | 4.000  |
| 76  | 9 oktober 1999    | Albanië – Georgië               | 2 – 1 | EK 2000 kwalificatie | 650    |
| 77  | 15 augustus 2000  | Albanië – Cyprus                | 0 – 0 | Vriendschappelijk    | 4.000  |
| 78  | 11 oktober 2000   | Albanië – Griekenland           | 2 – 0 | WK 2002 kwalificatie | 10.200 |
| 79  | 15 november 2000  | Albanië – Malta                 | 3 – 0 | Vriendschappelijk    | 2.000  |
| 80  | 28 maart 2001     | Albanië – Engeland              | 1 – 3 | WK 2002 kwalificatie | 19.500 |
| 81  | 6 juni 2001       | Albanië – Duitsland             | 0 – 2 | WK 2002 kwalificatie | 12.800 |
| 82  | 1 september 2001  | Albanië – Finland               | 0 – 2 | WK 2002 kwalificatie | 6.400  |
| 83  | 27 maart 2002     | Albanië – Azerbeidzjan          | 1 – 0 | Vriendschappelijk    | 3.500  |
| 84  | 12 oktober 2002   | Albanië – Zwitserland           | 1 – 1 | EK 2004 kwalificatie | 15.000 |
| 85  | 2 april 2003      | Albanië – Ierland               | 0 – 0 | EK 2004 kwalificatie | 20.000 |
| 86  | 10 september 2003 | Albanië – Georgië               | 3 – 1 | EK 2004 kwalificatie | 10.500 |
| 87  | 15 november 2003  | Albanië – Estland               | 2 – 0 | Vriendschappelijk    | 5.000  |
| 88  | 18 februari 2004  | Albanië – Zweden                | 2 – 1 | Vriendschappelijk    | 15.000 |
| 89  | 31 maart 2004     | Albanië – IJsland               | 2 – 1 | Vriendschappelijk    | 12.000 |
| 90  | 4 september 2004  | Albanië – Griekenland           | 2 – 1 | WK 2006 kwalificatie | 15.800 |
| 91  | 9 oktober 2004    | Albanië – Denemarken            | 0 – 2 | WK 2006 kwalificatie | 14.500 |
| 92  | 9 februari 2005   | Albanië – Oekraïne              | 0 – 2 | WK 2006 kwalificatie | 12.000 |
| 93  | 4 juni 2005       | Albanië – Georgië               | 3 – 2 | WK 2006 kwalificatie | 0      |
| 94  | 17 augustus 2005  | Albanië – Azerbeidzjan          | 2 – 1 | Vriendschappelijk    | 7.300  |
| 95  | 3 september 2005  | Albanië – Kazachstan            | 2 – 1 | WK 2006 kwalificatie | 2.000  |
| 96  | 12 oktober 2005   | Albanië – Turkije               | 0 – 1 | WK 2006 kwalificatie | 8.000  |
| 97  | 1 maart 2006      | Albanië – Litouwen              | 1 – 2 | Vriendschappelijk    | 7.300  |
| 98  | 22 maart 2006     | Albanië – Georgië               | 0 – 0 | Vriendschappelijk    | 7.300  |
| 99  | 6 september 2006  | Albanië – Roemenië              | 0 – 2 | EK 2008 kwalificatie | 12.000 |
| 100 | 2 juni 2007       | Albanië – Luxemburg             | 2 – 0 | EK 2008 kwalificatie | 3.500  |
| 101 | 22 augustus 2007  | Albanië – Malta                 | 3 – 0 | Vriendschappelijk    | 3.000  |
| 102 | 12 september 2007 | Albanië – Nederland             | 0 – 1 | EK 2008 kwalificatie | 19.600 |
| 103 | 17 oktober 2007   | Albanië – Bulgarije             | 1 – 1 | EK 2008 kwalificatie | 3.000  |
| 104 | 17 november 2007  | Albanië – Wit-Rusland           | 2 – 4 | EK 2008 kwalificatie | 2.064  |
| 105 | 20 augustus 2008  | Albanië – Liechtenstein         | 2 – 0 | Vriendschappelijk    | 1.500  |
| 106 | 6 september 2008  | Albanië – Zweden                | 0 – 0 | WK 2010 kwalificatie | 13.522 |
| 107 | 10 september 2008 | Albanië – Malta                 | 3 – 0 | WK 2010 kwalificatie | 7.400  |
| 108 | 28 maart 2009     | Albanië – Hongarije             | 0 – 1 | WK 2010 kwalificatie | 15.200 |
| 109 | 6 juni 2009       | Albanië – Portugal              | 1 – 2 | WK 2010 kwalificatie | 13.320 |
| 110 | 10 juni 2009      | Albanië – Georgië               | 1 – 1 | Vriendschappelijk    | 2.000  |
| 111 | 12 augustus 2009  | Albanië – Cyprus                | 6 – 1 | Vriendschappelijk    | 2.500  |
| 112 | 9 september 2009  | Albanië – Denemarken            | 1 – 1 | WK 2010 kwalificatie | 6.000  |
| 113 | 3 maart 2010      | Albanië – Noord-Ierland         | 1 – 0 | Vriendschappelijk    | 7.500  |
| 114 | 2 juni 2010       | Albanië – Andorra               | 1 – 0 | Vriendschappelijk    | 3.000  |
| 115 | 7 september 2010  | Albanië – Luxemburg             | 1 – 0 | EK 2012 kwalificatie | 11.800 |
| 116 | 8 oktober 2010    | Albanië – Bosnië en Herzegovina | 1 – 1 | EK 2012 kwalificatie | 14.220 |
| 117 | 9 februari 2011   | Albanië – Slovenië              | 1 – 2 | Vriendschappelijk    | 5.000  |
| 118 | 26 maart 2011     | Albanië – Wit-Rusland           | 1 – 0 | EK 2012 kwalificatie | 13.826 |
| 119 | 2 september 2011  | Albanië – Frankrijk             | 1 – 2 | EK 2012 kwalificatie | 15.600 |
| 120 | 11 oktober 2011   | Albanië – Roemenië              | 1 – 1 | EK 2012 kwalificatie | 3.000  |
| 121 | 11 november 2011  | Albanië – Azerbeidzjan          | 0 – 1 | Vriendschappelijk    | 1.200  |
| 122 | 15 augustus 2012  | Albanië – Moldavië              | 0 – 0 | Vriendschappelijk    | 6.000  |
| 123 | 7 september 2012  | Albanië – Cyprus                | 3 – 1 | WK 2014 kwalificatie | 9.400  |
| 124 | 12 oktober 2012   | Albanië – IJsland               | 1 – 2 | WK 2014 kwalificatie | 8.200  |
| 125 | 16 oktober 2012   | Albanië – Slovenië              | 1 – 0 | WK 2014 kwalificatie | 9.000  |
| 126 | 6 februari 2013   | Albanië – Georgië               | 1 – 2 | Vriendschappelijk    | 3.000  |
| 127 | 26 maart 2013     | Albanië – Litouwen              | 4 – 1 | Vriendschappelijk    | 500    |
| 128 | 7 juni 2013       | Albanië – Noorwegen             | 1 – 1 | WK 2014 kwalificatie | 15.600 |
| 129 | 14 augustus 2013  | Albanië – Armenië               | 2 – 0 | Vriendschappelijk    | 3.000  |
| 130 | 11 oktober 2013   | Albanië – Zwitserland           | 1 – 2 | WK 2014 kwalificatie | 14.000 |
| 131 | 16 november 2015  | Albanië – Georgië               | 2 – 2 | Vriendschappelijk    | 2.000  |